# Cutaan
Cutaan (van cutis - de huid) betekent betrekking hebbend op de huid. Het is een term die vooral onder medici en apothekers gebezigd wordt voor zaken die met de huid te maken hebben. In hetzelfde verband wordt ook de term dermaal veel gebruikt.

## Geneesmiddelen
Zo worden geneesmiddelen "voor cutaan gebruik" op de huid aangebracht om hun werking uit te oefenen, bijvoorbeeld ter genezing of preventie van oppervlakkige bacteriële of mycotische infecties), maar ook worden sommige anesthetica cutaan aangebracht voor een (korte) plaatselijke verdoving of als pijnstiller. Ook bij cicatriserende (helende) middelen die op een wond worden aangebracht spreekt men van cutaan gebruik.
Het gaat hierbij overigens niet alleen om dermatologica (geneesmiddelen voor dermatosen ofwel huidaandoeningen). Het kan ook betrekking hebben op middelen die door de huid heen hun werking uitoefenen op daaronder gelegen weefsels (transcutaan of transdermaal). Daarnaast bestaat er ook een (relatief klein) aantal medicijnen dat op de huid kan worden aangebracht, om effect te hebben op het hele lichaam (zie hier).
Voor de toediening worden hechtpleisters, strooipoeder, spray, zalf, crème, pasta, lotion of andere smeersels gebruikt.
Middelen die vaak cutaan worden toegepast zijn onder andere antiseptica, antibiotica, antimycotica en antiparasitica (tegen zowel endo- als ectoparasieten).
Bij veel middelen voor cutaan gebruik is er een zeker risico op allergische reacties.

## Aandoeningen
Bij de benoeming van sommige huidaandoeningen en slijmvliesaandoeningen wordt 'cutaan' vaak in bijvoeglijke zin gebruikt. Zo zijn bijvoorbeeld 'cutane T-cel-lymfomen' kwaadaardige woekeringen van T-lymfocyten in de huid.

## Intracutaan
Wanneer een geneesmiddel of een behandeltechniek in de huid wordt toegepast spreekt men van intracutaan. Zo is een intracutane injectie een injectie in de huid (dus niet door de huid in de weefsels eronder) en wordt (vooral in de verloskunde) soms ook wel intracutaan gehecht.

## Subcutaan
Wanneer er sprake is van subcutaan bedoelt men (net) onder de huid. Zo wordt bij diabetici de insuline doorgaans subcutaan geïnjecteerd.